# Pulitzerprisen
Pulitzerprisen er en amerikansk journalistik-, litteratur- og musikpris, der uddeles årligt. 
Prisen, der administreres af Columbia University i New York City, blev grundlagt af den ungarsk-amerikanske journalist og avisudgiver Joseph Pulitzer, efter at han testamenterede sin formue til Columbia University i 1911. En del af formuen blev i 1912 anvendt til grundlæggelse af universitets journalistuddannelse (Columbia University Graduate School of Journalism), og resten blev båndlagt til de årlige prisuddelinger, som blev indledt i 1917. 
De enkelte priser er på hver USD 10.000, undtagen prisen inden for "public service journalism", som udgøres af en guldmedalje, som tildeles et amerikansk dagblad. Prismodtagerne udpeges efter indstilling af en komité nedsat af Columbia University, New York. I nogle af kategorierne er der krav om, at prismodtagerne skal være amerikanske statsborgere, mens der ikke er dette krav i resten af kategorierne. Det er dog bl.a. et krav om, at de journalistiske værker har været offentliggjort i et eller flere amerikanske dagblade.
I 2008 uddeltes priser inden for 14 journalistiske discipliner (hvoraf medarbejdere fra Washington Post modtog seks) og 6 kunstneriske inden for litteratur, historisk formidling og drama, 1 pris inden for musik samt med ujævne mellemrum ekstraordinære ærespriser, hvoraf en blev tildelt Bob Dylan i 2008.